# Federico Cristiano I di Schleswig-Holstein-Sonderburg-Augustenburg
Federico Cristiano I (Augustenborg, 6 aprile 1721 – Augustenborg, 13 novembre 1794) fu duca di Schleswig-Holstein-Sonderburg-Augustenburg.

## Biografia
Era il maggiore dei figli maschi del duca Cristiano Augusto I (1696–1754) e di sua moglie la duchessa Luisa Federica, nata contessa di Danneskiold-Samsøe (1699–1744)

## Carriera
Nel 1754, suo padre morì e Federico Cristiano ereditò il castello di Augustenborg e Gråsten, proprietà che tuttavia erano fortemente indebitate. Rinunciò alle pretese sui ducati di Schleswig e di Holstein e in cambio il re di Danimarca (che era anche duca di Schleswig e di Holstein) gli concesse una liquidazione favorevole. Ciò gli permise di acquistare Als e Sundeved, rendendolo il più grande proprietario terriero nello Schleswig. Fu anche in grado di ampliare il castello di Augustenborg, la residenza di famiglia.
Servì come generale nell'esercito danese e fu cavaliere dell'ordine dell'Elefante.

## Matrimonio

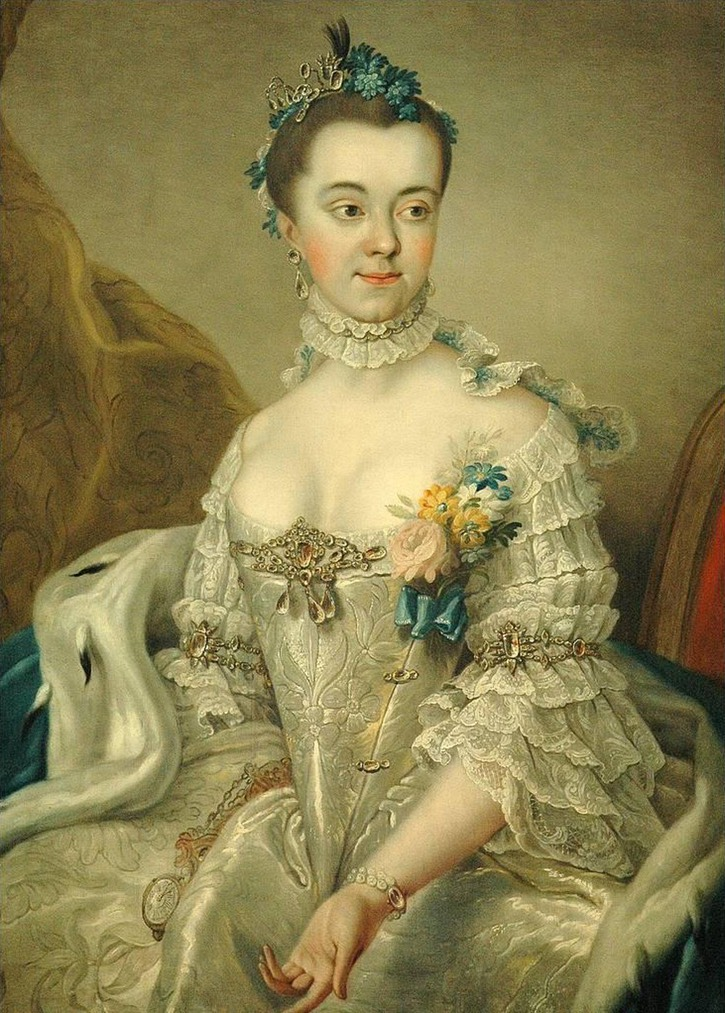
La moglie, Carlotta Amalia Guglielmina di Schleswig-Holstein-Sonderburg-Plön

Nel 1762, sposò Carlotta Amalia Guglielmina (1744–1770), figlia del duca Federico Carlo di Schleswig-Holstein-Sonderburg-Plön. Sua moglie Carlotta Amalia era considerata dai contemporanei come un eccellente partito da sposare in quanto oltre alla bellezza disponeva di notevoli sostanze personali. La coppia spese parte della dote ricevuta col matrimonio per costruire il nuovo Castello di Augustenborg. Ebbero i seguenti figli:
- Luisa (16 febbraio 1763-27 gennaio 1764)
- Luisa Carolina Carlotta (17 febbraio 1764-2 agosto 1815)
- Federico Cristiano II (28 settembre 1765-14 giugno 1814), sposò la principessa Luisa Augusta di Danimarca
- Federico Carlo Emilio (8 marzo 1767-14 giugno 1841), generale danese, sposò la contessa Sofie af Scheel (1776–1836), figlia del barone Jürgen af Scheel
- Cristiano Augusto (9 luglio 1768-28 maggio 1810), generale danese, ed in seguito principe della corona di Svezia come Carlo Augusto, morì prima di ereditare il trono
- Sofia Amalia (10 agosto 1769-6 ottobre 1769)
- Carlo Guglielmo (4 ottobre 1770-22 febbraio 1771)

## Ascendenza
|                                                                    |                          |                                                     | Genitori                                             |  |  | Nonni |  |  | Bisnonni                                                      |  |  | Trisnonni                                   |  |
|                                                                    |                          |                                                     |                                                      |  |  |       |  |  | Ernesto Gunther di Schleswig-Holstein-Sonderburg-Augustenburg |  |  | Alessandro di Schleswig-Holstein-Sonderburg |  |
|                                                                    |                          |                                                     |                                                      |  |  |       |  |  | Ernesto Gunther di Schleswig-Holstein-Sonderburg-Augustenburg |  |  | Alessandro di Schleswig-Holstein-Sonderburg |  |
|                                                                    |                          | Dorotea di Schwarzburg-Sondershausen                |                                                      |  |  |       |  |  | Ernesto Gunther di Schleswig-Holstein-Sonderburg-Augustenburg |  |  |                                             |  |
| Federico Guglielmo di Schleswig-Holstein-Sonderburg-Glücksburg     |                          |                                                     |                                                      |  |  |       |  |  | Ernesto Gunther di Schleswig-Holstein-Sonderburg-Augustenburg |  |  |                                             |  |
|                                                                    |                          | Augusta di Schleswig-Holstein-Sonderburg-Glücksburg | Federico di Schleswig-Holstein-Sonderburg-Glücksburg |  |  |       |  |  |                                                               |  |  |                                             |  |
|                                                                    |                          | Augusta di Schleswig-Holstein-Sonderburg-Glücksburg | Federico di Schleswig-Holstein-Sonderburg-Glücksburg |  |  |       |  |  |                                                               |  |  |                                             |  |
|                                                                    |                          | Augusta di Schleswig-Holstein-Sonderburg-Glücksburg | Sofia Edvige di Sassonia-Lauenburg                   |  |  |       |  |  |                                                               |  |  |                                             |  |
| Cristiano Augusto I di Schleswig-Holstein-Sonderburg-Augustenburg  |                          | Augusta di Schleswig-Holstein-Sonderburg-Glücksburg |                                                      |  |  |       |  |  |                                                               |  |  |                                             |  |
|                                                                    |                          | Federico di Ahlefeldt-Rixingen-Langeland            | Federico di Ahlefeld                                 |  |  |       |  |  |                                                               |  |  |                                             |  |
|                                                                    |                          | Federico di Ahlefeldt-Rixingen-Langeland            | Federico di Ahlefeld                                 |  |  |       |  |  |                                                               |  |  |                                             |  |
|                                                                    |                          | Federico di Ahlefeldt-Rixingen-Langeland            | Brigitte di Ahlefeld                                 |  |  |       |  |  |                                                               |  |  |                                             |  |
| Sofia Amalia di Ahlefeld-Langeland                                 |                          | Federico di Ahlefeldt-Rixingen-Langeland            |                                                      |  |  |       |  |  |                                                               |  |  |                                             |  |
|                                                                    |                          | Maria Elisabetta di Leiningen-Dagsburg              | Federico Emico di Leiningen-Dagsburg-Hardenburg      |  |  |       |  |  |                                                               |  |  |                                             |  |
|                                                                    |                          | Maria Elisabetta di Leiningen-Dagsburg              | Federico Emico di Leiningen-Dagsburg-Hardenburg      |  |  |       |  |  |                                                               |  |  |                                             |  |
|                                                                    |                          | Maria Elisabetta di Leiningen-Dagsburg              | Sibilla di Waldeck-Wildungen                         |  |  |       |  |  |                                                               |  |  |                                             |  |
| Federico Cristiano I di Schleswig-Holstein-Sonderburg-Augustenburg |                          | Maria Elisabetta di Leiningen-Dagsburg              |                                                      |  |  |       |  |  |                                                               |  |  |                                             |  |
|                                                                    | Cristiano V di Danimarca | Federico III di Danimarca                           |                                                      |  |  |       |  |  |                                                               |  |  |                                             |  |
|                                                                    | Cristiano V di Danimarca | Federico III di Danimarca                           |                                                      |  |  |       |  |  |                                                               |  |  |                                             |  |
|                                                                    | Cristiano V di Danimarca | Sofia Amalia di Brunswick-Lüneburg                  |                                                      |  |  |       |  |  |                                                               |  |  |                                             |  |
| Christian Gyldenløve                                               | Cristiano V di Danimarca |                                                     |                                                      |  |  |       |  |  |                                                               |  |  |                                             |  |
|                                                                    |                          | Sofia Amalia Moth                                   | Poul Moth                                            |  |  |       |  |  |                                                               |  |  |                                             |  |
|                                                                    |                          | Sofia Amalia Moth                                   | Poul Moth                                            |  |  |       |  |  |                                                               |  |  |                                             |  |
|                                                                    |                          | Sofia Amalia Moth                                   | Ida Dorothea Bureneus                                |  |  |       |  |  |                                                               |  |  |                                             |  |
| Federica Luisa di Danneskiold-Samsøe                               |                          | Sofia Amalia Moth                                   |                                                      |  |  |       |  |  |                                                               |  |  |                                             |  |
|                                                                    |                          | Ulrik Frederik Gyldenløve                           | Federico III di Danimarca                            |  |  |       |  |  |                                                               |  |  |                                             |  |
|                                                                    |                          | Ulrik Frederik Gyldenløve                           | Federico III di Danimarca                            |  |  |       |  |  |                                                               |  |  |                                             |  |
|                                                                    |                          | Ulrik Frederik Gyldenløve                           | Margrethe Pape                                       |  |  |       |  |  |                                                               |  |  |                                             |  |
| Carlotta Amalia di Danneskjold-Laurvig                             |                          | Ulrik Frederik Gyldenløve                           |                                                      |  |  |       |  |  |                                                               |  |  |                                             |  |
|                                                                    |                          | Antonietta Augusta di Aldenburg                     | Antonio I di Aldenburg e Knyphausen                  |  |  |       |  |  |                                                               |  |  |                                             |  |
|                                                                    |                          | Antonietta Augusta di Aldenburg                     | Antonio I di Aldenburg e Knyphausen                  |  |  |       |  |  |                                                               |  |  |                                             |  |
|                                                                    |                          | Antonietta Augusta di Aldenburg                     | Augusta Giovanna di Sayn-Wittgenstein-Hohenstein     |  |  |       |  |  |                                                               |  |  |                                             |  |
|                                                                    |                          | Antonietta Augusta di Aldenburg                     |                                                      |  |  |       |  |  |                                                               |  |  |                                             |  |